# سیجین
سیجین (به لاتین: Cijin District, Kaohsiung) یک جزیره در تایوان است که در کاوهسیونگ واقع شده‌است.

## نگارخانه

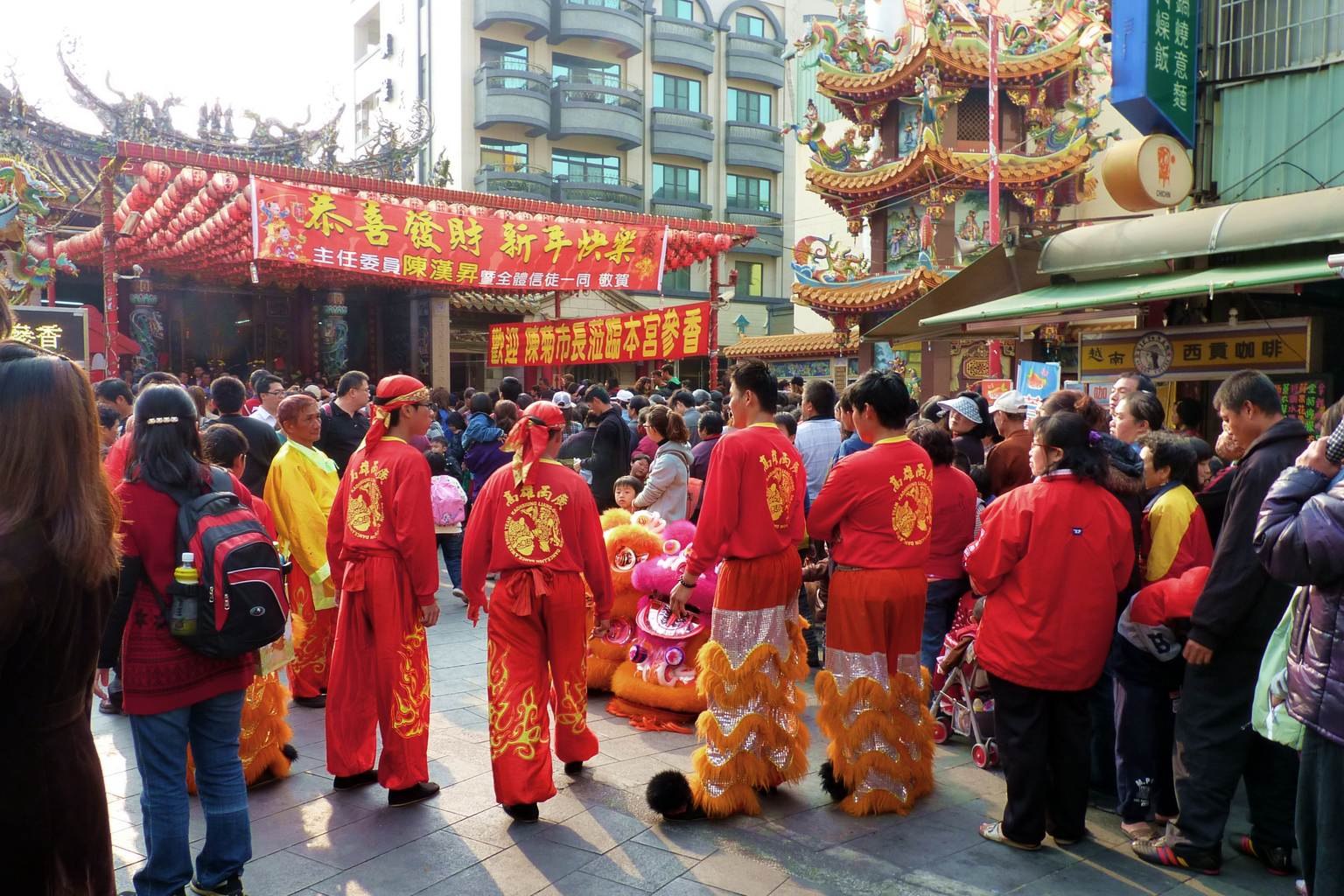
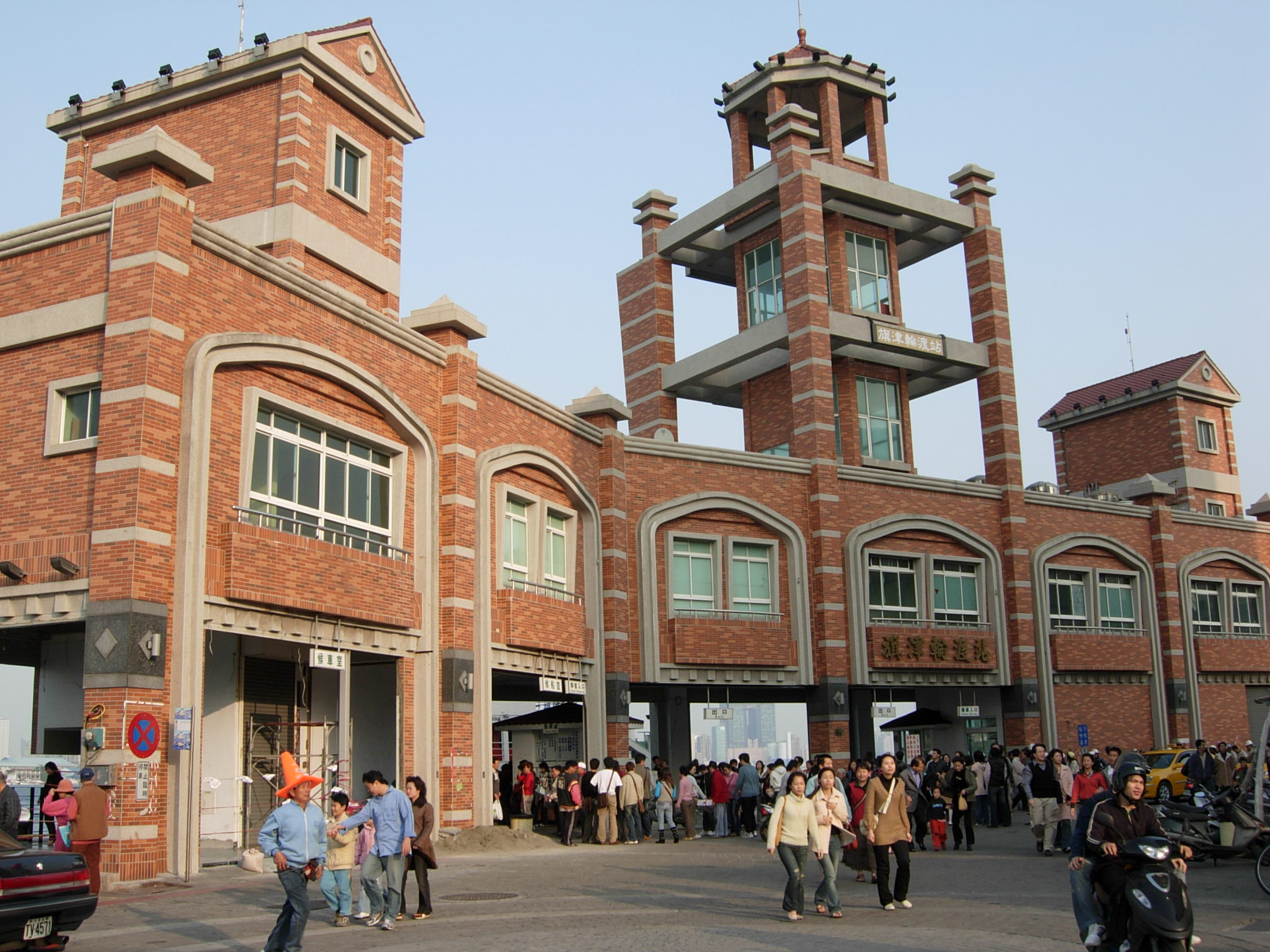
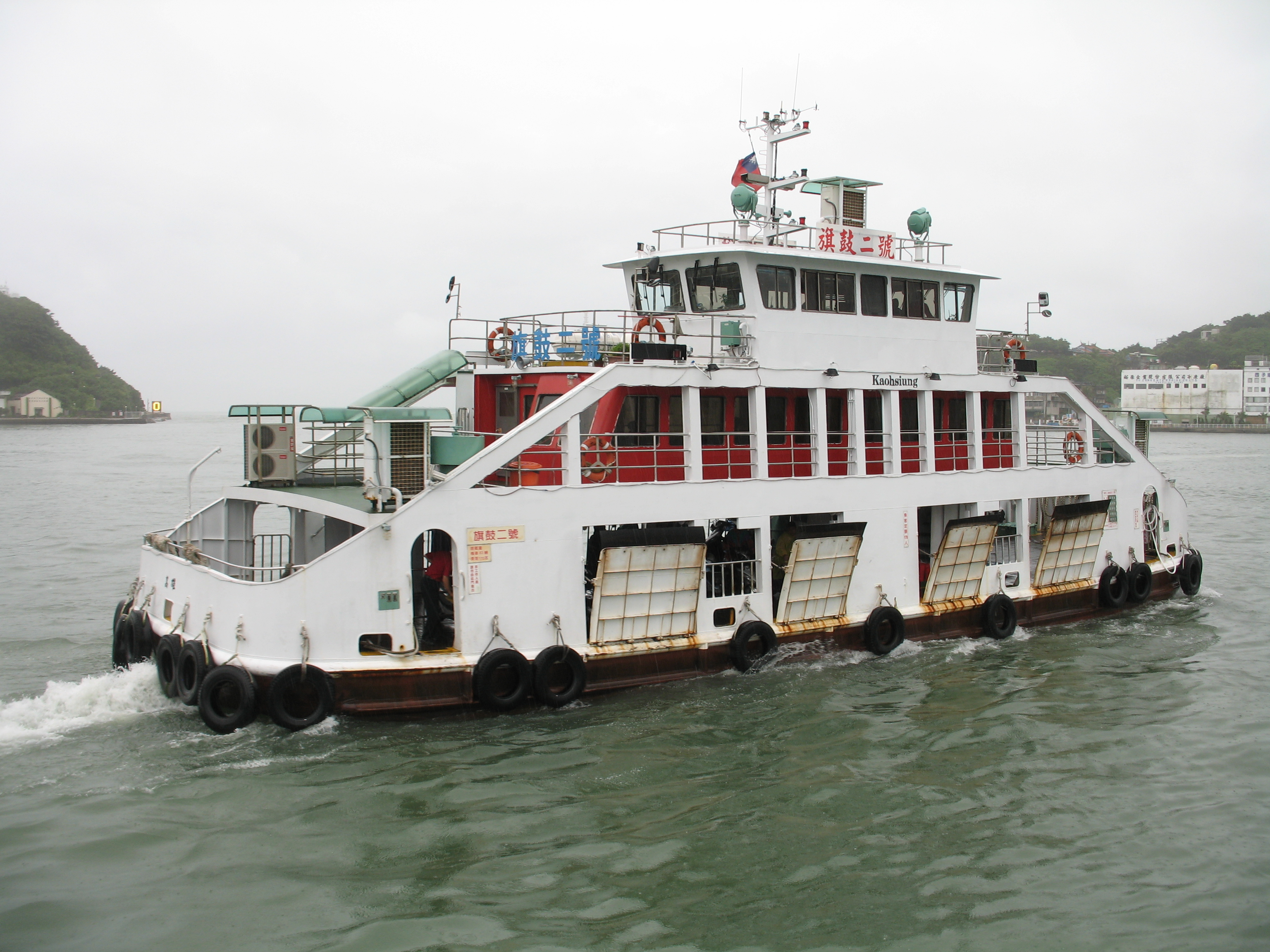
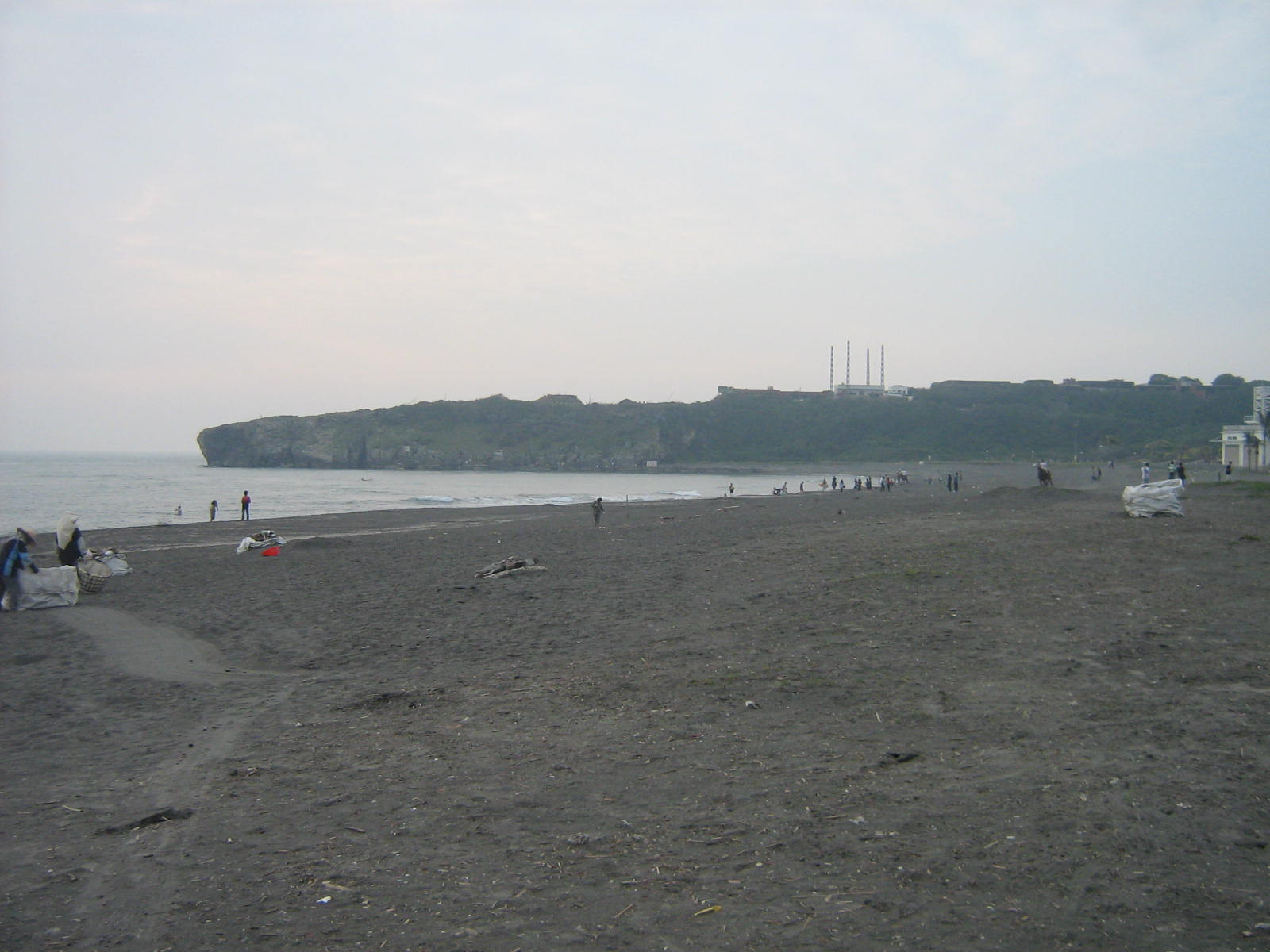
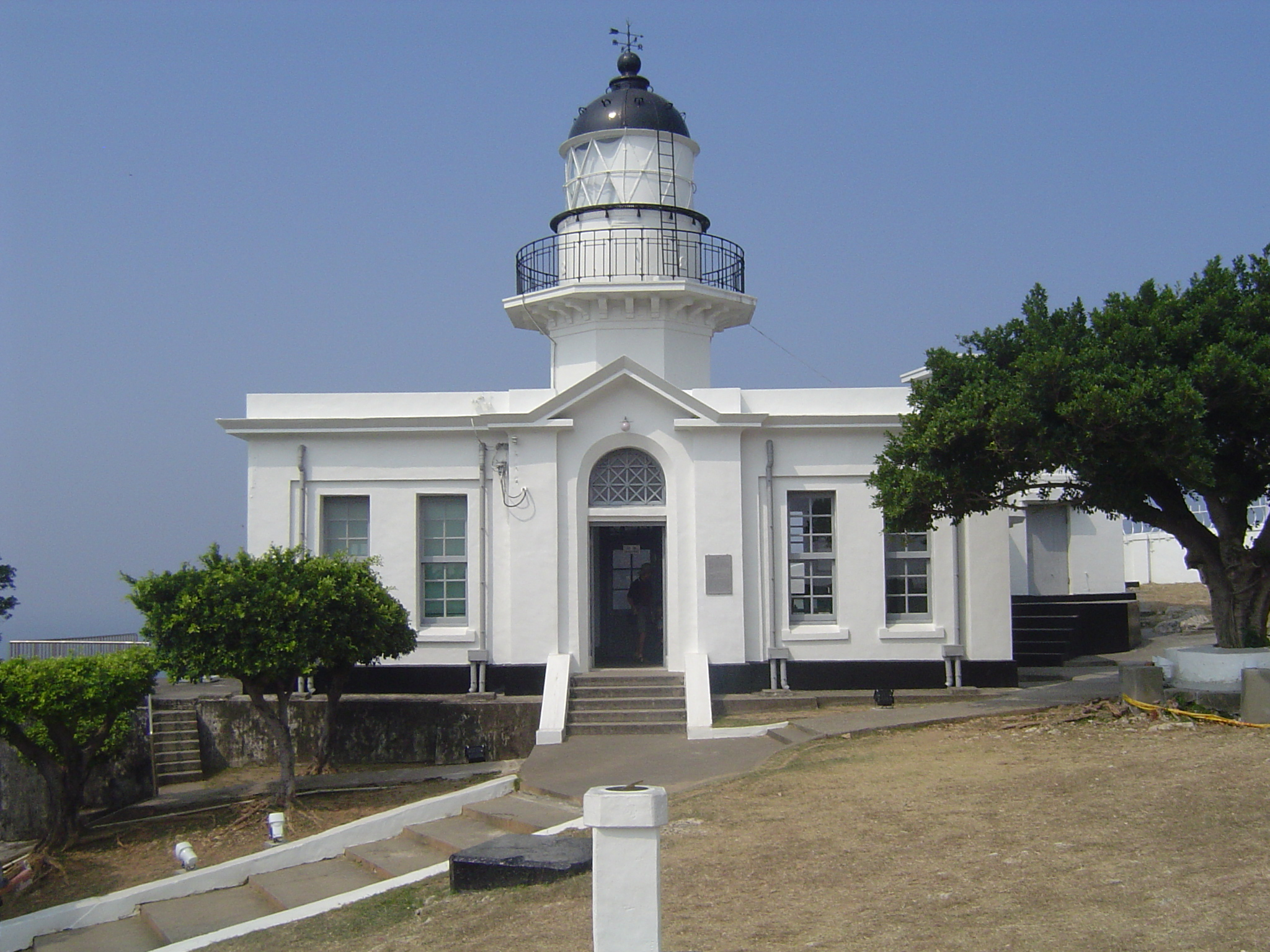
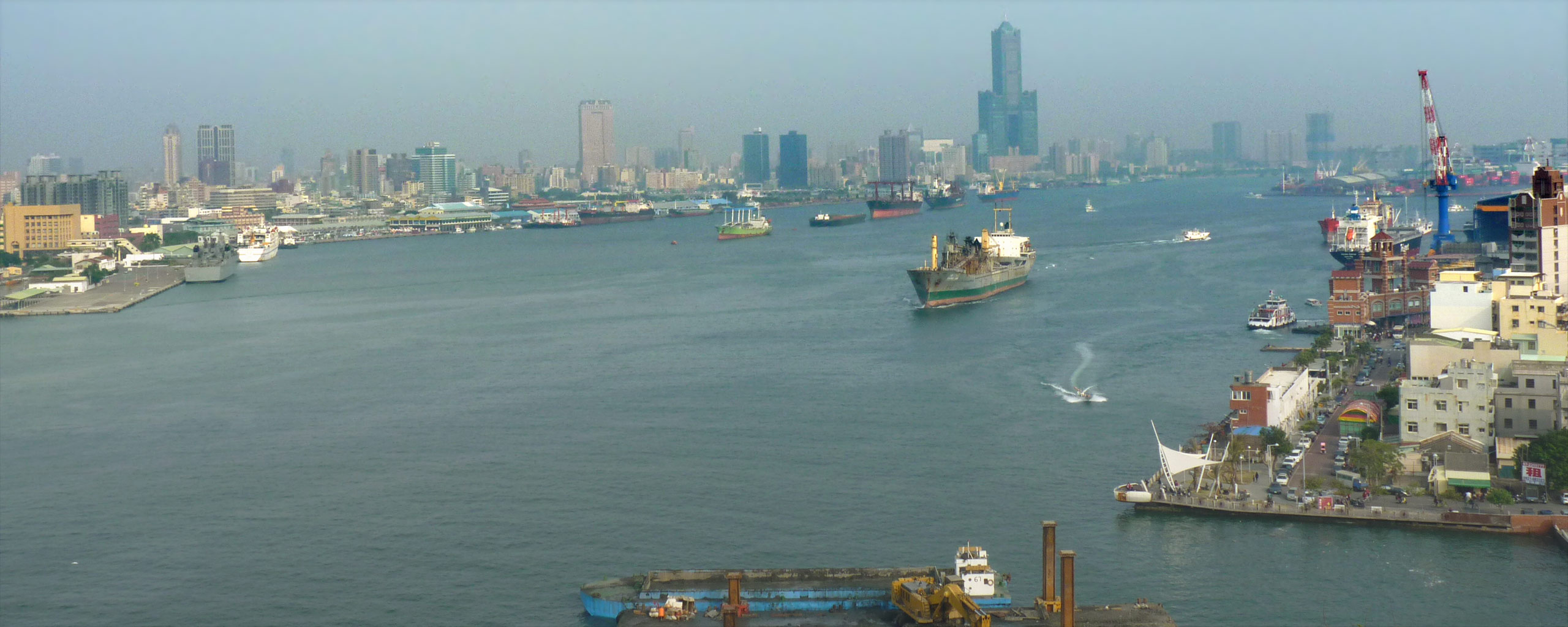
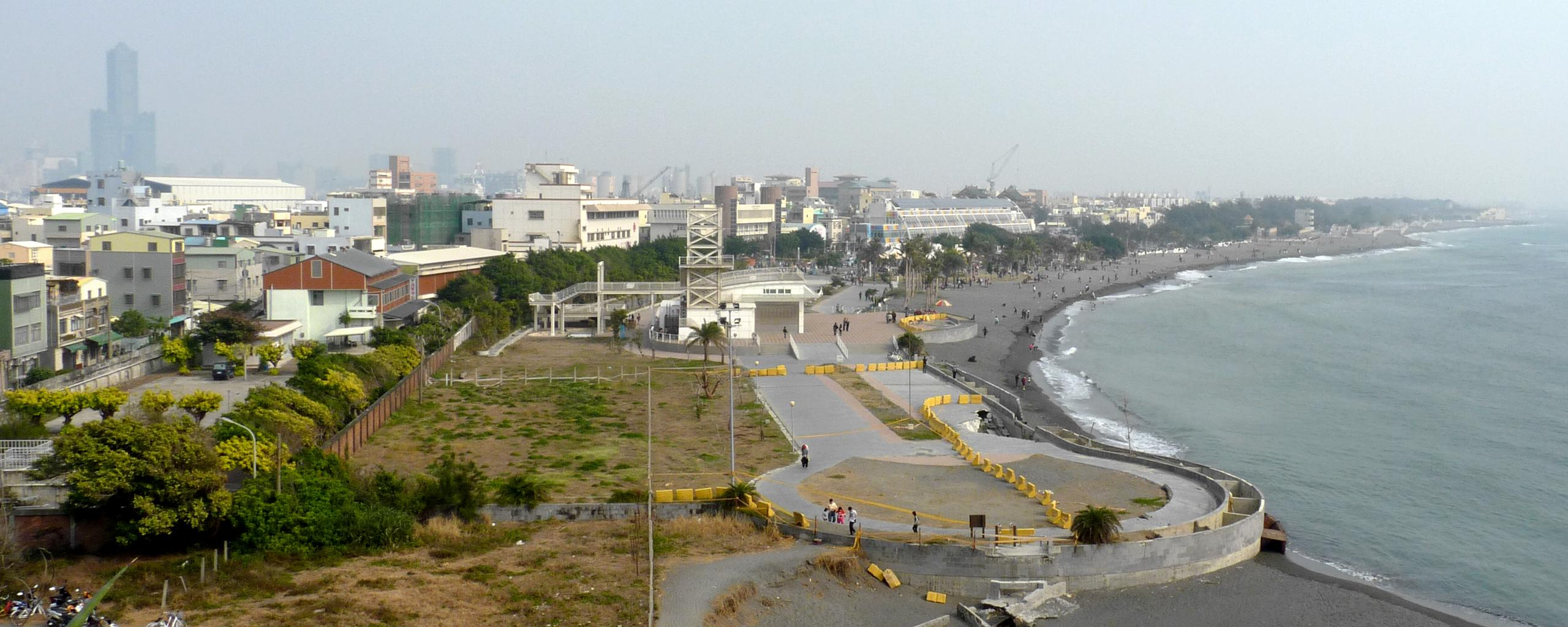